# Рудика Богдан Іванович
Богда́н Іва́нович Руди́ка — старший сержант Збройних сил України, учасник російсько-української війни.
Станом на грудень 2017 року — військовослужбовець ДШВ ЗСУ.
Станом на вересень 2022 року — військовослужбовець 31 ОМБ.
Станом на вересень 2024 року — військовослужбовець 24 ОШБ «Айдар».

## Нагороди
За особисту мужність і героїзм, виявлені у захисті державного суверенітету та територіальної цілісності України, вірність військовій присязі, відзначений — нагороджений
- 27 червня 2015 року — орденом «За мужність» III ступеня